# Isabel Coixet
Isabel Coixet i Castillo, född 9 april 1960 i Barcelona, är en katalansk (spansk) regissör och manusförfattare. Hon blev 2006 tilldelad en Goya i kategorin Bästa regi. 2011 fick hon filmpriset Goya för bästa dokumentärfilm (Escuchando al juez Garzón, en film om juristen Baltasar Garzón). 
Hon har studerat historia på Barcelonas universitet, och har ett förflutet som journalist och reklamfilmsregissör. 1989 gjorde hon sin regidebut med spelfilmen Demasiado viejo para morir joven, som hon även skrev manus till. 

## Filmografi

### Spelfilmer
- 1983: Morbus (enbart manus)
- 1984: Mira y verás
- 1989: Demasiado viejo para morir joven
- 1996: Cosas que nunca te dije
- 1998: A los que aman
- 2003: Mitt liv utan mig (Mi vida sin mí)
- 2004: Hay motivo (delen La insoportable levedad del carrito de la compra)
- 2004: Marlango (enbart manus)
- 2005: The Secret Life of Words (La vida secreta de las palabras)
- 2006: Paris, je t'aime (delen Bastille)
- 2007: Invisibles (delen Cartas a Nora)
- 2008: Elegy
- 2009: Map of the Sounds of Tokyo
- 2013: Ayer no termina nunca
- 2013: Another Me
- 2014: Learning to Drive
- 2015: Nobody Wants the Night
- 2017: The Bookshop[15]
- 2019:  Elisa y Marcela

### Dokumentärer
- 2003: Viaje al corazón de la tortura
- 2010: Aral. El mar perdido
- 2011: Escuchando al juez Garzón
- 2012: Marea blanca